# Медведь, Александр Васильевич
Алекса́ндр Васи́льевич Медве́дь (бел. Аляксандр Васілевіч Мядзведзь; 16 сентября 1937, Белая Церковь — 2 сентября 2024, Минск) — советский белорусский спортсмен, борец вольного стиля, трёхкратный олимпийский чемпион, многократный чемпион мира, Европы и СССР. Заслуженный мастер спорта СССР (1963), автор двух книг по борьбе. Обыгрывал одного и того же спортсмена (Османа Дуралиева) в финалах престижных соревнований 8 раз. Вице-президент НОК Республики Беларусь.

## Спортивные достижения
Александр Медведь три раза становился олимпийским чемпионом по вольной борьбе (1964, 1968, 1972), причём в трёх разных весовых категориях (полутяжёлой, тяжёлой и абсолютной), 7 раз (1962—1963, 1966—1967, 1969—1971) становился чемпионом мира, 3 раза (1966, 1968 и 1972) — чемпионом Европы. В 1961—1970 годах 9 раз становился чемпионом СССР.
В 1962 году после своего первого чемпионства стал заслуженным мастером спорта, с 1965 года — член КПСС.
В 1972 году нёс флаг СССР на церемонии открытия Олимпиады в Мюнхене.
Коронным приёмом борца являлось сваливание захватом головы сверху и правой голени.

## Тренерская работа, общественная деятельность
После окончания спортивной карьеры работал доцентом в Минском радиотехническом институте (где в период своей спортивной деятельности числился преподавателем) и тренером по борьбе, был заведующим межвузовской кафедрой спорта.
В 1970 году с Федерацией борьбы Белорусской ССР совместно с Комитетом по физической культуре и спорту при Совете Министров БССР учредил международный турнир по вольной борьбе на призы А. В. Медведя. C 1994 года турниру присвоена престижная высшая категория международных турниров Гран-при.
В 1980 году на открытии Олимпийских игр в Москве был удостоен чести прочитать Олимпийскую клятву от имени судей.
После распада СССР стал вице-президентом НОК Республики Беларусь и тренером олимпийской сборной Беларуси по вольной борьбе.
В 2001 году признан лучшим спортсменом Беларуси XX века.
В 2004 году на церемонии открытия Олимпийских игр в Афинах нёс флаг Беларуси.
В 2005 году был признан лучшим борцом вольного стиля в истории спорта и введён в Зал славы спортивной борьбы.
Президент Белорусской федерации борьбы.
С 1968 года по ноябрь 2018 года работал тренером по борьбе в БГУИР.
Подписал открытое письмо спортивных деятелей страны, выступающих за действующую власть Беларуси после жёстких подавлений протестов в 2020 году.
Скончался 2 сентября 2024 года, не дожив двух недель до 87-летия.
Церемония прощания состоялась 4 сентября в Минском дворце спорта. Похоронен на Восточном кладбище.

## Семья
По словам Медведя, его дед с бабушкой приехали на Украину из России. Бабушку звали Медведихой (прозвище получено ещё в России), её рост был 192 см. Дед был ещё выше.
Жена Татьяна Степановна умерла в 2016 году, двое детей — дочь и сын, три внука, один из которых назван в честь деда. Сын Алексей (род. 1967) также серьёзно занимался вольной борьбой, становился чемпионом мира среди молодёжи (1987) и призёром чемпионатов СССР (1990, 1991).

## Награды
- Орден Почёта (2017)[23]
- Орден Ленина (05.10.1972)
- Орден Трудового Красного Знамени (30.03.1965)
- Два ордена «Знак Почёта» (05.02.1969; 23.04.1985)
- Серебряный Олимпийский орден (1984)
- Приз ЮНЕСКО «За благородство в спорте» (1984)
- Заслуженный мастер спорта СССР (1963)
- Заслуженный тренер БССР (1979) и СССР (1984)
- Почетный гражданин Минска (1972), Махачкалы и Хасавюрта
- Государственная премия Республики Беларусь в области науки и техники за учебники (1998)[24]